# Georg Gottschewski
Georg Hermann Martin Gottschewski (* 29. September 1906 in Rapatten, Ostpreußen; † 18. März 1975 in Hannover) war ein deutscher Genetiker und Zoologe.

## Leben
Georg Gottschewski war der Sohn des Lehrers Hermann Gottschewski und dessen Ehefrau Margarethe, geborene Masuhr. Er absolvierte nach dem Ende seiner Schullaufbahn sein Studium am Kaiser-Wilhelm-Institut für Biologie, promovierte 1934 in Königsberg und arbeitete danach an der Universität Budapest und, unterstützt von der Rockefeller Foundation, an verschiedenen Universitäten in den Vereinigten Staaten und wurde schließlich von Lothar Loeffler als Leiter der Abteilung für experimentelle Genetik ans Rassebiologische Institut in Wien berufen. Zweck der Berufung war unter anderem, die Krebsforschung voranzubringen, die vom NS-Regime sehr gefördert wurde.
Gottschewski brachte damals die ersten Drosophilastämme als Versuchstiere in die „Ostmark“. Außer den Drosophilen benutzte er für seine Untersuchungen der Entstehung von Krebsgeschwüren und des biochemischen Aufbaus der Erbsubstanz auch Mäuse, die er im Krankenhaus Lainz bestrahlen ließ. Bis 1945 wurden seine Forschungen als kriegswichtig angesehen und finanziert. Otmar von Verschuer drückte 1944 in einem Brief an Bernhard de Rudder eine gewisse Skepsis gegenüber Loeffler aus – „dann ist er ganz und gar in das politische Fahrwasser abgeglitten, seit 1932 wissenschaftlich steril, in seiner Karriere aber durchaus erfolgreich. Er hat nun ein Mammutinstitut in Wien bewilligt bekommen.“ Im selben Brief bezeichnete Verschuer aber Loefflers Untergebenen Gottschewski als einen „tüchtigen Experimentalgenetiker“.
Neben den Krebserkrankungen waren der Aufbau der Gene und die Speicherung der Erbinformationen wichtige Forschungsgebiete Gottschewskis. 1944 erkannten US-amerikanische Wissenschaftler, dass nicht Proteine, sondern die DNA diese Aufgabe erfüllt. Welche Ergebnisse Gottschewski in seiner Wiener Zeit erreichte, ist bislang unbekannt. Die Befreiung Wiens durch die Rote Armee setzte seinen Forschungen am Rassebiologischen Institut ein Ende; Oliver Paget, den er als Wissenschaftliche Hilfskraft und Doktorand ans Rassebiologische Institut geholt hatte, rettete die Versuchstiere aus dem geschlossenen Institut und überführte sie später an andere Forschungsstätten in Österreich, wohingegen Gottschewski nach Deutschland zurückkehrte.
Er nutzte bei seinen späteren genetischen Experimenten an den Max-Planck-Instituten Hannover und Freiburg wiederum Drosophilen und Hausmäuse. Später, in den 1960er Jahren, arbeitete Gottschewski als Toxikologe für die WHO. Schwerpunkt seiner wissenschaftlichen Fragestellung war damals der Einfluss von Giftstoffen auf den Organismus.
Gottschewski war im Conterganprozess 1968 einer der Hauptgutachter.
Er war Mitglied der Turnerschaft Markomannia Königsberg (heute: Alte Turnerschaft Eberhardina-Markomannia Tübingen).